# Nazarenkî, Kotelva
Nazarenkî (în ucraineană Назаренки) este un sat în comuna Mîloradove din raionul Kotelva, regiunea Poltava, Ucraina.

## Demografie
Componența lingvistică a localității Nazarenkî
     Ucraineană (100%)
Conform recensământului din 2001, toată populația localității Nazarenkî era vorbitoare de ucraineană (100%).